# Furacão Bertha (1996)
O furacão Bertha foi um furacão maior que se formou em julho de maneira rápida e intensa e depois afetou as áreas das Ilhas do Sotavento até aos Estados Unidos na temporada de furacões no Atlântico de 1996. A segunda tempestade nomeada, primeiro furacão e primeiro grande furacão durante a temporada. Bertha originou no início de julho de uma onda tropical que se afastou da costa da África. Organizando-se rapidamente enquanto se movia geralmente para o oeste, em 5 de julho o distúrbio foi designado como uma depressão tropical às 0000 UTC, e foi posteriormente naquel dia atualizado para uma tempestade tropical por volta das 1200 UTC. Nos dias seguintes, a intensificação contínua ocorreu e Bertha tornou-se um furacão de categoria 1 na escala de furacões de Saffir-Simpson, o primeiro furacão da temporada, antes de se mover pelas ilhas de Sotavento, no norte. No final de 8 de julho, iniciou-se um período de rápida intensificação, e às 6h UTC do dia 9 de julho, Bertha atingiu o seu pico de intensidade com ventos máximos sustentados de 185 km/h (115 mph) com pressão barométrica mínima de 960 mbar (28 inHg). Movendo-se ao redor da periferia oeste da cordilheira subtropical, Bertha passou ao norte das Bahamas como um furacão enfraquecido antes de virar para o norte-nordeste e passar por outro período de rápida intensificação. No final de 12 de julho, Bertha atingiu a costa entre Wrightsville Beach e Topsail Beach, Carolina do Norte, com ventos de 169 km/h (105 mph). O enfraquecimento gradual ocorreu no dia seguinte, conforme Bertha subiu o Médio Atlântico e entrou na Nova Inglaterra antes de se tornar um ciclone extratropical em 14 de julho.
Enquanto Bertha passava através do norte Ilhas de Sotavento, causou danos moderados a graves. Foram relatados nas Ilhas Virgens Americanas chuvas torrenciais, ventos com força de furacão, e danos materiais significativos. Além disso, muitos barcos foram destruídos, e o dano total foi estimado em cerca de us $7,5 milhões (1996 USD). No Porto Rico, os efeitos a partir de Bertha foram muito semelhantes àquelas das Ilhas Virgens Americanas. Foi registada chuva forte, atingindo mais de 15 cm em áreas isoladas. Apesar disso, relatos de inundações no interior eram escassos. Foram observados ventos com força de tempestade tropical, o que causou duas mortes indiretas, quando eles foram mortos em um acidente de trânsito. Uma morte foi atribuída diretamente ao Bertha quando um turista se afogou no mar agitado em Luquillo, Puerto Rico. Os prejuízos em Porto Rico foram estimados em cerca de us $7,5 milhões. Os efeitos mais devastadores do furacão ocorreram nos Estados Unidos, mais especificamente o estado da Carolina do Norte. As instalações de pesca de várias portos, marinas e barcos foram destruídos como resultado da maré de tempestade de Bertha, e edifícios em toda a porção oriental do estado foram significativamente danificados. A disseminação de chuva moderada em grande parte do Médio Atlântico e Nordeste conforme a tempestade Bertha mudava-se para o norte, junto com ventos em excesso de força de tempestade tropical. No total, doze mortes foram causadas pelo mar agitado do furacão Bertha, principalmente na Flórida.

## História meteorológica
Em 1 de julho, uma onda tropical emergiu na costa da África. Em 3 de julho, uma fraca circulação de baixo nível se desenvolveu enquanto localizada a 800 km (500 mi) ao sul de Cabo Verde. O distúrbio moveu-se para oeste e, em 5 de julho, intensificou-se em uma depressão tropical no Atlântico central. A depressão seguiu para o oeste através das águas abertas do Atlântico ao longo da periferia oeste de uma crista subtropical. Mais tarde naquele dia, a depressão foi elevada a uma tempestade tropical e foi chamada de Bertha. Nos três dias seguintes, Bertha seguiu para oeste-noroeste enquanto ocorria uma intensificação gradual. Em 7 de julho, Bertha foi atualizado a um status de furacão com ventos sustentados de 120 km/h enquanto estava a leste de Guadalupe.
No dia seguinte, o centro de circulação passou por Antígua enquanto Bertha atravessava a porção extrema do nordeste do Mar do Caribe causando danos moderados a menores. Depois disso, Bertha passou rapidamente na parte sul de São Martinho. A tempestade gradualmente virou para noroeste em 9 de julho, quando os ventos máximos sustentados atingiram 185 km/h enquanto localizado a 190 km (120 mi) noroeste de Porto Rico. Como os ventos mais fortes estavam localizados na porção nordeste da circulação, Porto Rico recebeu apenas ventos com força de tempestade tropical perto de 50 mph (80 km/h). A velocidade de progressão reduziu para 25 km/h conforme Bertha passava perto de 100 km das Turcas e Caicos, pouco antes de atingir o seu pico de intensidade.
Em 10 e 11 de julho, continuando a sua curva gradual, a trajetória virou para norte-noroeste conforme a velocidade de avanço diminuía ainda mais para 16 km/h. Em 12 de julho, Bertha atingiu a costa entre as praias de Wrightsville e Topsail. Bertha perdeu a intensidade do furacão logo após a chegada a terra. Em seguida, acelerou para o nordeste ao longo da costa leste dos Estados Unidos, produzindo ventos de até 100 km/h. Mudou-se para o norte e perdeu todas as suas características tropicais em 18 de julho.

## Impacto

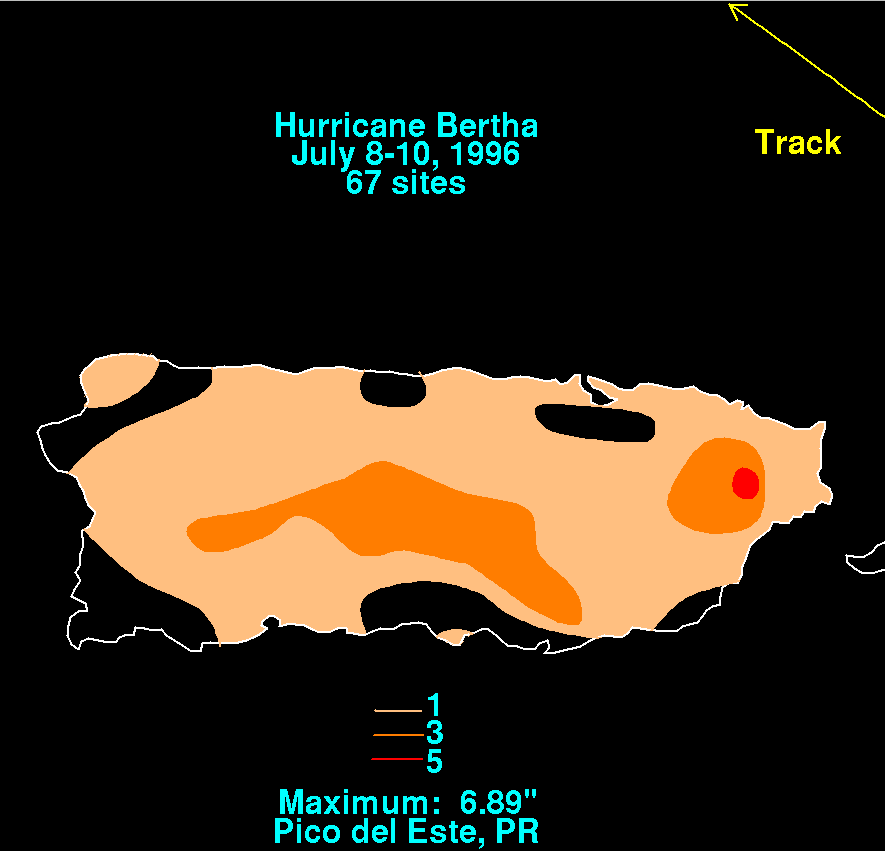
Chuvas do Furacão Bertha em Porto Rico

### As Ilhas Virgens americanas e Porto Rico
Nas Ilhas Virgens dos Estados Unidos, a precipitação de Bertha atingiu o pico de 3,28 in (83,3 mm) em Saint Thomas. Os ventos sustentados da tempestade foram medidos a 140 km/h com uma observação não oficial de 155 km/h. Dois barcos foram destruídos, cinco encalharam e outros nove foram levados para terra. Um ferimento ocorreu em Coral Bay quando um homem enfrentou a tempestade em seu veleiro. A Federal Emergency Management Agency (FEMA) informou que 1.415 casas foram danificadas, 43 das quais perderam os seus telhados. O governador Roy Schneider observou que havia pelo menos 20 barcos que encalharam em terra em Charlotte Amalie. Os danos da tempestade foram estimados em $ 7,5 milhões.
A precipitação máxima reportada em associação com Bertha foi de 8.17 in (208 mm) ao longo do Rio Icacos em Naguabo. Em 8 de julho registos de vento da Base Naval Roosevelt Roads indicaram uma velocidade máxima do vento sustentado de 44 mph (71 km/h). Embora tenham ocorrido fortes chuvas, não houve relatos de inundações no interior generalizadas ou significativas. Houve, no entanto, vários relatos de rios cheios que causaram algumas inundações menores em áreas baixas e urbanas; inundações costeiras foram relatadas de Carolina a Loiza ao longo da estrada 187. Além disso, a precipitação registada no Aeroporto Internacional Luis Muñoz Marín foi de 1.56 in (40 mm).
Uma morte foi atribuída ao furacão Bertha; um turista se afogou enquanto fazia surfe em ondas grandes na área da praia de Playa Azul em Luquillo. Duas outras mortes ocorreram indiretamente como resultado de Bertha, quando duas pessoas morreram em um acidente de trânsito durante a ocorrência de ventos com força de tempestade tropical. A área mais atingida foi o município de Culebra, onde a maior parte dos danos foi para a agricultura e o comércio. No entanto, como os danos foram mínimos, nenhum dos municípios foi declarado área de desastre. O Departamento de Habitação estimou os danos às casas em US $ 410.000. Os danos agrícolas foram estimados em $ 6 milhões nas regiões de San Juan, Caguas e Ponce, principalmente danos causados pelo vento às safras de café e banana. Ao todo, estima-se que $ 7,5 milhões em danos em Porto Rico foram atribuídos a Bertha.

### Em outros lugares no Caribe
Em Antígua, a tempestade trouxe ventos de 56 km/h (35 mph) e rajadas de até 97 km/h (60 mph). Os danos em todo o país de Antígua e Barbuda foram considerados geralmente menores, limitados a principalmente 10 casas.  A eletricidade foi restaurada em 9 de julho. As Bahamas e a costa norte da República Dominicana provavelmente sofreram danos leves, embora nenhum número esteja disponível para ambos.

### Estados Unidos

#### Sudeste Dos Estados Unidos

Radar de tempo de animação do Furacão Bertha rainbands de landfall

Na Flórida, um homem afogou-se quando foi levado pelas correntes de agueiro na costa de Jacksonville Beach. Mais ao sul, as ondas também atingiram as costas dos condados de Broward, Miami-Dade e Palm Beach. Em toda a área, patrulhas de praia e salva-vidas fizeram dezenas de resgates. Duas outras pessoas morreram afogadas ao serem levadas por correntes de agueiro em incidentes separados em uma seção de Miami Beach. Uma fatalidade adicional ocorreu no estado depois que um jato militar que evacuava a tempestade colidiu com uma casa.
Um impacto mínimo foi relatado na Geórgia, limitado principalmente a cerca de US $ 2 milhões em receitas perdidas para empresas locais ao longo da costa leste do estado. Na Carolina do Sul, ventos fortes afetaram a costa, enquanto marés altas de 1.8–2.4 m (6–8 ft)causaram pequena erosão na praia. Rajadas de vento de até 126 km/h (78 mph) em Cherry Grove deixaram alguns danos em Horry County, totalizando US $ 784.000.

#### Carolina Do Norte
Quando Bertha atingiu a costa entre Wrightsville Beach e Topsail Beach, Carolina do Norte, trouxe uma maré de tempestade de 8 – 10 pés (2,4 – 3 m) até ao litoral do estado. Vários cais de pesca e marinas foram destruídos junto com vários barcos. Alguns locais relataram ventos com força de furacão, incluindo 143 km/h (89 mph) em Frying Pan Shoals, 130 km/h (81 mph) no Rio Novo, 126 km/h (78 mph) na Praia de Topsail, e 124 km/h (77 mph) em North Topsail Beach. Vários locais registaram rajadas de vento com força de furacão, com a mais alta sendo 187 km/h (116 mph) em Frying Pan Shoals. Ventos com força de tempestade tropical foram observados em grande parte do leste da Carolina do Norte.
No condado de Onslow, 199 estruturas foram destruídas, das quais 117 eram casas móveis. No condado de New Hanover, 1 750 edifícios sofreram danos. Na praia de Kure, perto de onde Bertha chegou a terra, 3 casas tiveram seus telhados destruídos e todas as estruturas da área foram danificadas. As perdas em New Hanover chegaram a cerca de US $ 19 milhões. Em Pender County, 40 casas foram prejudicadas pela erosão da praia e quatro foram destruídas. Os danos no condado foram estimados em $ 14,5 milhões. As perdas agrícolas nos condados de Wayne, Wilson e Johnston foram estimadas em US $ 21 milhões.

#### Média Atlântico

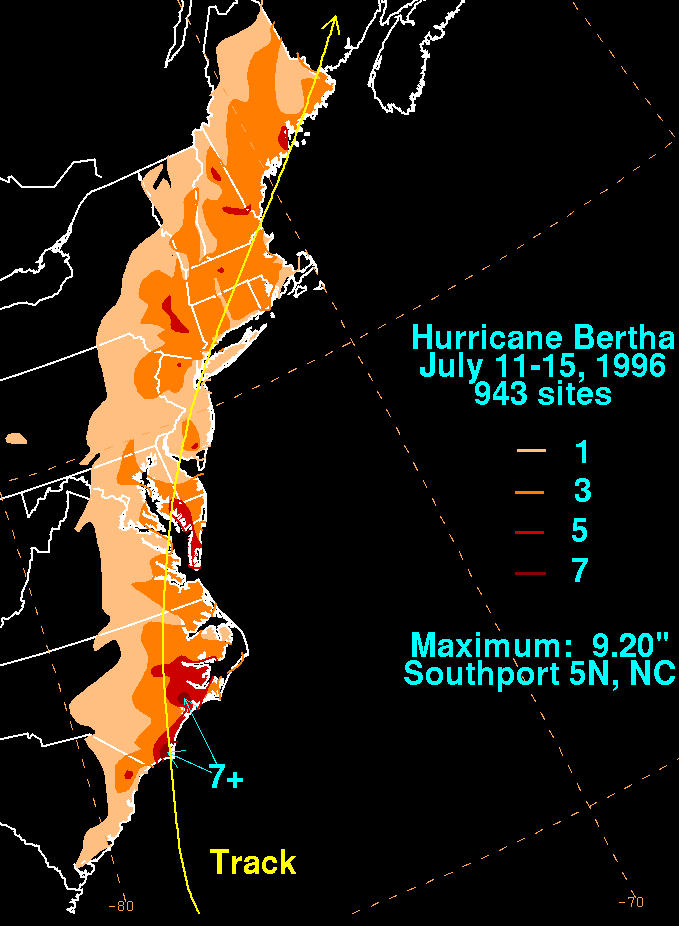
Chuvas do Furacão Bertha no continente dos Estados Unidos

Conforme Bertha passava pelo sudeste da Virgínia e pela baixa península de Delmarva, fortes faixas de alimentação produziam fortes rajadas de vento na área. No condado de King George, um telhado foi derrubado para cima de uma árvore, enquanto uma garagem desabou e uma armazém de chapa foi demolido. Perto da comunidade de Butzner Corner, no condado de Stafford, o revestimento foi arrancado de algumas casas, uma das quais também sofreu danos à claraboia. Vento com rajadas de até 130 km/h (80 mph) no Condado de Stafford árvores derrubadas na área de Fredericksburg. A queda de ramos de árvores em Portsmouth causou quedas de energia temporárias. Acima de 100 mm (4 in) de chuva caiu no sudeste da Virgínia.
As marés em Washington, DC aumentaram para 0.61 to 0.91 m (2 to 3 ft) acima do normal, causando pequenas inundações em Hains Point e Waterfront.
Em Maryland, Bertha gerou três tornados ao longo da costa oeste da Baía de Chesapeake. O primeiro evento ocorreu em subdivisões atrás de um centro comercial na Califórnia, onde 30 casas sofreram danos leves a moderados, principalmente revestimento, venezianas e telhas. Algumas cercas foram derrubadas, com uma parte da cerca de uma residência explodida através da janela do quarto de outra casa. Um telhado foi parcialmente rasgado de uma casa, com alguns danos no teto e na varanda. Um armazém teria sido derrubado contra um automóvel desocupado. Outros carros foram ligeiramente danificados por peças caídas. Aproximadamente 20 árvores foram quebradas. O segundo tornado foi gerado em Charlotte Hall ; o tornado arrancou uma grande parte do telhado de chapa de metal de um celeiro. Uma garagem contendo máquinas de conserto de automóveis desabou e a chaminé de tijolos de uma casa adjacente também foi derrubada. Várias árvores foram quebradas ou arrancadas. Oito casas sofreram danos leves, com outras três sofrendo danos moderados a grandes.
Um terceiro tornado atingiu o extremo noroeste do condado de Calvert, causando o desabamento do telhado e da chaminé de uma casa de fazenda predominantemente construída em madeira. A casa estava temporariamente inabitável. Pelo menos uma parede estava perto do colapso. Uma segunda chaminé desabou em uma casa próxima. Numerosas árvores foram quebradas ou arrancadas ao longo do caminho, e uma casa em uma subdivisão de propriedades sofreu danos em suas calhas. Outro tornado foi gerado em Madison, no condado de Dorchester, que fica na costa leste da Baía de Chesapeake. O tornado derrubou várias árvores e destruiu linhas elétricas, resultando em danos à propriedade espalhados e cortes de energia. Ventos fortes derrubaram árvores e ramos grandes, danificando cinco casas no Condado de Calvert. A combinação de chuva, rajadas de vento e clima severo isolado deixou aproximadamente 45 mil clientes sem eletricidade na costa ocidental. O Fenwick Island Buoy, que está próximo à costa ao longo da fronteira Delaware-Maryland, registou uma velocidade de vento sustentada de 76 km/h (47 mph), enquanto a maior rajada observada foi de 101 km/h (63 mph) em Ocean City. A quantidade de chuva geralmente variou de 76 to 127 mm (3 to 5 in) e causou algumas inundações nas ruas do sudeste de Maryland.
Ao longo da costa de Delaware, as inundações das marés foram mínimas e ocorreram na Rota 54, perto da Ilha Fenwick. Dois dias antes da chegada de Bertha, ondas fortes resultaram em 40 resgates na água na praia de Bethany. Os acampamentos do estado do litoral foram fechados e abrigos foram montados, mas menos de 100 pessoas os usaram. Aproximadamente 38–76 mm (1.5–3.0 in) de chuva caiu, enquanto os observadores do SKYWARN relataram cerca de 100 mm (4 in) de precipitação no condado de Sussex. Isso inundou algumas áreas com drenagem deficiente, embora o único rio a inundar foi o rio Christina no condado de New Castle. Rajadas de vento atingiram 93 km/h (58 mph) em Dover. Em todo o estado, 3.200 casas perderam eletricidade, mas muitas por apenas oito horas. Em Bethany Beach, alguns postes foram quebrados e ramos de árvores caíram. Fortes ventos derrubaram árvores em Clayton, bloqueando três estradas. O telhado de uma casa foi arrancado e o telhado da varanda foi arrancado de outra. Vários postes também foram derrubados. Detritos voando causaram danos a várias outras garagens, casas e varandas. Perto de Blackiston, um grande armazém de chapa foi destruído.
Na Pensilvânia, a tempestade trouxe rajadas de vento de até 64 km/h (40 mph) na área da Filadélfia. Os ventos derrubaram árvores e ramos fracos, com um deles danificando fortemente uma casa em Plymouth Township. Devido aos ventos e tempestades severas associadas a Bertha, aproximadamente 60 mil clientes perderam a eletricidade, principalmente no condado de Bucks. Quantidades de precipitação entre 51 and 102 mm (2 and 4 in) em 12 a 18 horas resultou em inundação de drenagem pobre.
A tempestade tropical Bertha passou por Nova Jersey em 13 de julho, trazendo rajadas de vento para 101 km/h (63 mph). Alguns ramos de árvores e árvores fracas foram derrubados, fechando a Second Street em Cape May. Aproximadamente 95 mil casas perderam energia. A precipitação total em média entre 51 and 102 mm (2 and 4 in), fazendo com que o Rio Cooper em Camden County, o Rio Rockaway em Morris County e o Assunpink Creek em Trenton transbordasse. No entanto, como a maior parte da chuva caiu durante um período de 12 a 18 horas, ocorreram inundações principalmente urbanas e de drenagem deficiente. Alguns resgates de água de motoristas presos ocorreram. Algumas enchentes menores ocorreram no condado de Cape May. Erosão severa da praia foi relatada em Monmouth Beach, com 18 m (60 ft) de areia lavada. Um homem de 41 anos do Novo Egito morreu afogado enquanto surfava em Ocean Beach. Além disso, três bombeiros resgataram um homem na Baía de Barnegat que tentava amarrar o seu barco.
Bertha produziu chuva e fortes rajadas de vento no sul e no leste de Nova Iorque. No último, até 110 mm (4.5 in) caiu no Lago Greenwood, com áreas baixas e de drenagem pobre, córregos e rios em toda a área inundados. Uma parte da Interestadual 278 no condado de Kings e da Interstate 495 no condado de Nassau também foi inundada. No leste de Nova Iorque, 76 to 127 mm (3 to 5 in) de precipitação foi comum, com cerca de 180 mm (7 in) nas montanhas Catskill e no Vale do Hudson. No condado de Dutchess, pequenos riachos inchados causaram inundações em Beacon, Rhinebeck e Wappinger. A cidade de Claverack, no condado de Columbia, foi inundada quando o riacho Claverack ultrapassou as suas margens. Cranse e Jansen Kill Creeks também inundados. Inúmeras estradas foram fechadas em todo o condado, incluindo a Route 22. No condado de Ulster, inundações generalizadas ocorreram em New Paltz e Kingston. Neste último, sete famílias foram evacuadas. Inundações substanciais ocorreram ao longo da orla em Kingston devido aos altos fluxos de Wallkill Creek, Rondout Creek e marés altas no Rio Hudson. Inúmeras estradas foram fechadas em todo o condado, incluindo as rotas 32, 32A e 213 e as rotas 6 e 30 do condado.
No condado de Albany, muitas estradas e pequenos riachos foram inundados. As inundações foram mais severas em Belém, Nova Escócia e Rensselaerville. A inundação da estrada também ocorreu no Condado de Schenectady, onde o Schoharie Creek aumentou 0.46 m (1.5 ft) sobre o estágio de inundação. No condado de Greene, uma inundação generalizada foi relatada em New Baltimore e Windham. Uma série de estradas foram fechadas em todo o condado, incluindo as rotas 32A e 296, bem como as rotas 6 e 61 do condado. Várias pequenas pontes foram destruídas, especialmente em Round Top, enquanto pequenas enchentes ocorreram ao longo do Schoharie Creek. No condado de Schoharie, as estradas foram inundadas e uma ponte foi destruída em Middleburg. Muitas estradas da cidade foram destruídas em Blenheim, incluindo a Rota 30. As inundações também ocorreram ao longo do Riacho Schoharie. No condado de Rensselaer, várias estradas foram cobertas com água. O Schoharie Creek no condado de Montgomery aumentou para 0.61 m (2 ft) acima do estado de inundação, resultando em evacuações em Lost Valley. Quedas de energia espalhadas também ocorreram no leste de Nova Iorque, quando ventos fortes derrubaram ramos de árvores carregados de água sobre os fios.

#### Nova Inglaterra
Em Connecticut, Bertha produziu totais pluviométricos de 76 to 127 mm (3 to 5 in), com um valor máximo de 140 mm (5.5 in) em Vernon. Inundação das ruas e pequenas inundações do rio ocorreram ao longo do Park River na área de Hartford. O rio atingiu o estágio de inundação de 2.4 m (8 ft) em 13 de julho e com crista em 2.7 m (9 ft) algumas horas depois. Várias estradas e riachos foram inundados no condado de Litchfield. Quedas de energia dispersas também ocorreram devido a ventos fortes que derrubaram galhos de árvores carregados de água sobre os fios. Inundações foram relatadas. Inundações foram relatadas na cidade de Ridgefield no Condado de Fairfield, bem como em áreas ao longo do Mill River no Condado de New Haven.
Ao passar por Rhode Island, uma rajada de vento de 119 km/h (74 mph) foi observada em Middletown. Em todo o estado, as árvores e ramos de árvores caíram em linhas de energia, deixando até 32 mil clientes sem eletricidade. Grande parte da energia foi restaurada em 12 horas. A precipitação atingiu o pico em 140 mm (5.51 in) em Coventry, causando inundações e desmoronamentos de estradas naquela cidade, Cranston e Warwick. Ao longo da costa marés de 0.61 to 1.22 m (2 to 4 ft) acima do normal. Uma pequena erosão da praia ocorreu ao longo das margens expostas. A tempestade tropical Bertha se tornou apenas o décimo ciclone tropical no século XX a impactar Rhode Island.
Em Massachusetts, Bertha trouxe um período de chuvas, ventos fortes e pequenas inundações costeiras. Grande parte do estado observou pelo menos 76 mm (3 in) de precipitação, com um pico total de 150 mm (6 in) em Colrain. Pequenos riachos inundaram os condados de Berkshire, Franklin, Hampden, Hampshire e no sul de Worcester. Vazamentos de rua foram relatados no sul do Condado de Worcester. Rajadas de até 142 km/h (88 mph) ocorreram ao longo da costa sul de Cabo Cod e as ilhas a Westport, derrubando ramos de árvores e linhas de energia, o que causou cortes de energia nas áreas. Ao longo da costa sul, as marés variaram de 0.61 to 1.22 m (2 to 4 ft) acima do normal, com ondulações de 3.7 to 5.5 m (12 to 18 ft). Isso inundou estradas costeiras por algumas horas e inundou várias marinas, causando pequenos danos a alguns barcos.
No sul de Vermont, a precipitação era geralmente de 76 to 127 mm (3 to 5 in). Várias estradas e riachos foram inundados em toda a região, incluindo áreas baixas adjacentes ao rio Hoosic no condado de Bennington. Ventos fortes derrubaram ramos de árvores carregados de água sobre os fios, causando falhas de energia espalhadas pela área. Mais ao norte, estradas de terra ao redor de Ludlow foram destruídas e um deslizamento de terra foi relatado na Rota 14 perto de Royalton. Em New Hampshire, os totais de precipitação incluíram 110 mm (4.5 in) em Derry, 110 mm (4.2 in) em Milfold, 89 mm (3.5 in) em East Derry, 76 mm (3 in) em Manchester e 70 mm (2.77 in) em Jaffrey. Uma combinação de rajadas de vento e chuva causou interrupções de energia dispersas.
O impacto da tempestade no Maine foi mínimo. Um total de 104 mm (4.11 in) de chuva caiu na Polônia, enquanto algumas áreas tiveram mais de 150 mm (6 in). Ocorreu alguma erosão de valas, inundação de áreas baixas, ruas e inundações nas caves. Falhas de energia foram relatadas em Lewiston e algumas cidades adjacentes. A rota 219 ficou intransitável no condado de Oxford devido a inundações em vários locais. Riachos transbordantes inundaram várias ruas em Abbot. Duas pontes foram danificadas em Anson. Muitas estradas na área de Camden foram destruídas. Duas pessoas ficaram feridas quando o carro em que viajavam atingiu um pedregulho de 270 kg , que caiu na estrada por causa das fortes chuvas. Na área de Castine, riachos que transbordaram de suas margens inundaram estradas. Pequenas inundações ocorreram ao longo do rio Kennebec, no condado de Kennebec.

### Canadá
Pouco depois de se tornarem extratropicais, os remanescentes de Bertha entraram no Canadá através de Nova Brunswick. Nas partes do sul da província, a tempestade causou 69 to 89 mm (2.7 to 3.5 in) de chuva, causando pequenas inundações. Em Quebec, 175 mm (6.88 in) de precipitação em Ilhas da Madalena, que foi a precipitação total mais elevada no Canadá associada à tempestade. Os remanescentes de Bertha seguiram para a Ilha do Príncipe Eduardo. Lá, os ventos chegaram a 68 km/h (42 mph), o que causou quedas de energia em 100 casas em Wood Islands e árvores derrubadas. Mais ao sul, na Nova Escócia, a tempestade produziu ventos de 43 to 50 mph (69 to 80 km/h). Como resultado, interrupções de energia generalizadas foram relatadas em Amherst, Antigonish, Bedford, Halifax, Wolfville, Truro e Yarmouth, Nova Escócia. Durante as últimas horas de 14 de julho e no início de 15 de julho, os remanescentes de Bertha se mudaram para a Terra Nova. Até 101 mm (3.97 in) de chuva caiu perto de São João da Terra Nova. Devido às condições de chuva e ventos fortes, os oficiais do Triathlon Corner Brook cancelaram a parte do evento de ciclismo.